# Jan Murdzek
Jan Murdzek (ur. 16 marca 1948 w Lubatowej) – polski biathlonista, mistrz i reprezentant Polski.

## Kariera sportowa
Karierę sportową rozpoczął jako narciarz, w latach 1963–1968 był zawodnikiem Górnika Iwonicz. Od 1968 do 1975 uprawiał biathlon w barwach WKS Legii Zakopane. W 1969 zdobył wicemistrzostwo świata juniorów w sztafecie 3 × 7,5 kilometra (z Wojciechem Truchanem i Andrzejem Rapaczem), indywidualnie na tych zawodach zajął 16. miejsce. W 1974 został międzynarodowym mistrzem Polski w sztafecie 4 × 7,5 km, w 1969 zdobył srebrne medale mistrzostw Polski w biegu indywidualnym oraz sztafetowym, w 1970 srebrny medal mistrzostw Polski w sztafecie 4 × 7,5 km, w 1974 brązowy medal mistrzostw Polski w sprincie.
Jest absolwentem Akademii Wychowania Fizycznego w Krakowie. Przez ok. trzydzieści lat pracował jako trener narciarstwa i biathlonu w Górniku Iwonicz (jego zawodnikiem był m.in. Łukasz Szczurek), a od 2007 w Szkole Mistrzostwa Sportowego w Zakopanem i BKS WP Kościelisko. W 1983 został członkiem zarządu nowo powołanego Polskiego Związku Dwuboju Zimowego ds. szkoleniowych i zasiadał w nim do 2006, w kadencji 1988-1992 odpowiadał w zarządzie za sprawy szkolenia i młodzieży, w kadencji 2002-2006 za sprawy sędziowskie, w 2005 został wybrany wiceprezesem zarządu ds. organizacyjnych. W latach 90. został przewodniczącym Komisji Sędziowskiej PZBiath.